# Arcadia (soi)
Arcadia este un soi de struguri de masă rezultat din încrucișarea soiurilor Moldova și Cardinal.

## Sinonime
Soiul mai este cunoscut sub denumirea de Nastea.

## Descriere
Este un soi cu un termen foarte timpuriu de coacere (115-125 zile).
Are creștere medie sau viguroasă. Strugurii sunt mari și foarte mari: 0,5-0,7kg; au forma cilindro-conică cu două aripi, sunt denși, uneori dispersați. Bobițele sunt mășcate sau foarte mășcate (28×23 mm), au forma originală ovoidală (asemenea unui ou), culoare albă. Gustul este simplu, plăcut și pulpa este crocantă.

## Potențialul tehnologic
Conținutul de zahăr este de 15-16%, iar al acidității de 5-6 g/l.
Soiul este predispus la supraîncărcare cu rod, ceea ce impune formarea inflorescențelor pe butuc și înlăturarea obligatorie a lăstarilor slab dezvoltați, deoarece aceștia se maturizează insuficient și strugurii pe ei sunt mai mici. În condițiile răritului lăstarilor, iluminării suficiente a aparatului foliar, a unei bune îngrijiri, strugurii soiului Arcadia ating 2 kg, iar boabele 12-14 g. Are o transportabilitatea sporită.
În baza indicilor calitativi soiul Arcadia se încadrează printre cele mai valoroase 10 soiuri de strugui pentru masă. Arhivat în 4 iulie 2013, la Wayback Machine.